# UPAB-1500B
Die UPAB-1500B (russisch УПАБ-1500Б, Управляемая Планирующая Авиационная Бомба Uprawljajemaja Planirujuschtschaja Awiazionnaja Bomba) ist eine russische Gleit- und Lenkbombe.

## Entwicklung
Die UPAB-1500 wurde seit Beginn der 2000er-Jahre bei GNPP Region, einer Tochtergesellschaft der Tactical Missiles Corporation (KTRW) in Moskau, entwickelt. Im Jahr 2005 wurde ein erstes Vorführmodell mit der Bezeichnung „Isdelije K-070“ der Öffentlichkeit vorgestellt. Nachdem der Entwurf nochmals überarbeitet worden war, erfolgte die Truppenerprobung in Achtubinsk. Der definitive Entwurf der UPAB-1500B wurde auf der MAKS 2019 vorgestellt. Noch im selben Jahr wurden vermutlich die ersten Bomben an die russischen Luftstreitkräfte ausgeliefert. Weiter wurde die UPAB-1500B ab dann unter den Bezeichnungen UPAB-1500B-E und K029BE auf dem Exportmarkt angeboten.

## Technik
Die Funktionsweise und Einsatzart der UPAB-1500 entspricht der der Joint Direct Attack Munition aus den Vereinigten Staaten. Die UPAB-1500 kann gegen ein großes Spektrum strategischer sowie taktischer Ziele, zum Beispiel Flugabwehr, Brücken, Transporteinrichtungen, Verkehrsanlagen und verbunkerte Anlagen eingesetzt werden. Die Bombe funktioniert nach dem Fire-and-Forget-Prinzip, das heißt sie lenkt sich nach dem Abwurf selbst ins Ziel. Die UPAB-1500 kann unabhängig vom Wetter sowie der Tageszeit eingesetzt werden.
Die UPAB-1500 hat eine zylindrische, längliche Rumpfform mit einem kreisrunden Querschnitt. Am Bombenheck sind vier trapezförmige Steuerflächen angebracht. Im mittleren Rumpfabschnitt sind vier langgezogene Stabilisierungsflächen montiert. Aus diesen werden nach dem Abwurf der Bombe dreieckförmige Flügel ausgefahren. Die Bombe ist in drei Sektionen aufgeteilt: In der Bombenspitze befindet sich das Lenksystem. Im mittleren Rumpfabschnitt ist der Gefechtskopf untergebracht. Im Bombenheck befinden sich die Batterien, Aktuatoren sowie die Lenk- und Kontrolleinheit, welche die Lenkimpulse für die vier Steuerflächen erzeugen. Die UPAB-1500 verwendet ein kombiniertes INS/GNSS-Lenksystem. Das GNSS-Lenksystem arbeitet mit einem Mehrkanalempfänger für die Satelliten-Navigationssysteme GLONASS und GPS. Je nach Verfügbarkeit wählt das Lenksystem automatisch eines der beiden Satelliten-Signale aus. Das GNSS-Lenksystem wird von IBC Compass produziert. Die UPAB-1500 kann aus einer Höhe von bis zu 15.000 m abgeworfen werden. Aus einer Abwurfhöhe von 10.000 m bis 15.000 m hat die Bombe eine Reichweite von 50 bis 70 km. Der 1010 kg schwere Gefechtskopf besteht aus einem Penetrations- und Splittersprengkopf und soll mehrere Meter Erdreich und Stahlbeton durchdringen können, bevor er detoniert. Der Zünder hat drei unterschiedliche Modi und kann in Abhängigkeit zur Zielbeschaffenheit entsprechend eingestellt werden; zu Auswahl stehen hier Aufschlagzünder, Verzögerungszünder, und Zeitzünder. Der Streukreisradius (CEP) der UPAB-1500 liegt bei rund 10 m.

## Einsatz
Die UPAB-1500 wurde erstmals im Rahmen des russischen Überfalls auf die Ukraine 2022 eingesetzt. Dabei wurden Ende Februar 2023 erstmals Ziele in der Region Tschernihiw bombardiert.

## Trägerflugzeuge
- Suchoi Su-30
- Suchoi Su-34
- Suchoi Su-35
- Tupolew Tu-22M
- Tupolew Tu-160

## Nutzerstaaten
- Russland